# Årvalde
Årvalde er i nordisk mytologi jætte og far til Idi, Tjasse og Gang.
| Nordisk mytologi | Spire Denne artikel om nordisk religion og mytologi er en spire som bør udbygges. Du er velkommen til at hjælpe Wikipedia ved at udvide den. |